# Joseph Banks
Joseph Banks (Londra, 13 febbraio 1743 – Londra, 19 giugno 1820) è stato un naturalista botanico inglese, a lungo presidente della Royal Society.

## Biografia

Canguro, dipinto di George Stubbs del 1772 su commissione di Joseph Banks

Figlio di un ricco possidente, avendo ereditato una grande fortuna poté finanziare numerose spedizioni scientifiche, sovvenzionare studiosi e agire per tutto il corso della sua lunga vita come un vero e proprio patrono dello sviluppo scientifico.
Studiò nelle migliori scuole inglesi, Harrow, poi Eton e si immatricolò ad Oxford, dove si interessò più agli studi scientifici che alle tradizionali discipline umanistiche. Lasciò l'università senza laurearsi ma approfittò per crearsi un circolo di conoscenti fra i maggiori scienziati inglesi dell'epoca, che lo presentarono a Linneo, con cui cominciò a corrispondere.
Nel 1766, anno in cui fu accolto nella Royal Society, prese parte ad una spedizione scientifica a Terranova e in Labrador. Fu poi prescelto per accompagnare James Cook nel suo primo grande viaggio verso Tahiti, una missione congiunta fra la Royal Society e la Marina Inglese. Il viaggio durò tre anni (1768–1771), durante i quali vennero scoperte ed esplorate numerose località in Oceania, Nuova Zelanda e in Australia, fra cui la baia di Sydney, cui Banks diede il significativo nome di Botany Bay, cioè Golfo della Botanica. Durante questo viaggio, nel quale Banks fu accompagnato dal botanico svedese Daniel Carlsson Solander, egli descrisse numerosissime piante (fra cui la Bougainvillea in onore del suo collega francese Louis Antoine de Bougainville) ed animali, come il canguro; al suo ritorno divenne subito famosissimo.
Nei mesi successivi al ritorno dal suo primo viaggio Banks viene presentato al re Giorgio III, che per il suo interesse per l'agricoltura era popolarmente conosciuto come "George l'Agricoltore"; i due simpatizzano e Banks diviene in poco tempo il consigliere botanico del re, il quale aveva nel frattempo stabilito la sua residenza a Kew.
Il secondo viaggio di Cook prevedeva una rafforzata presenza della Royal Society, e Banks avrebbe dovuto essere della partita, ma per viaggiare con la comodità che riteneva gli fosse dovuta fece apportare tante e tali modifiche alla HMS Resolution da renderla pericolosa per la navigazione nei mari subpolari, e Cook fece ripristinare la nave nelle sue forme originali. Banks si rifiutò di partire (ma non ritirò il suo sostegno alla spedizione) e mentre Cook salpava Banks partì per una spedizione in Islanda.
Nel 1781 fu nominato baronetto, nel 1784 Presidente della Royal Society, che diresse per 42 anni (un record imbattuto). In quella posizione poté reggere il timone della ricerca scientifica inglese fino all'inizio del XIX secolo; esercitò anche una certa influenza politica, favorendo lo sviluppo della colonia penale di Botany Bay, le due spedizioni di William Bligh per acclimatare l'albero del pane nelle Indie Occidentali (durante la prima spedizione ebbe luogo il celebre ammutinamento del Bounty) ed altre importanti missioni con scopi sia imperialistici che scientifici, come i viaggi di Vancouver. Continuò a proteggere Bligh fino ad affidargli il governatorato di Botany Bay, dove il suo noto caratteraccio provocò una rivolta.
Fu un convinto sostenitore della internazionalità del sapere, contribuendo efficacemente a tenere aperte le comunicazioni scientifiche persino con la Francia durante le Guerre Napoleoniche.
Massone, fu membro della Inverness Lodge, No. 4367.
Sebbene nel 1805 avesse perso l'uso delle gambe, continuò a farsi portare alle riunioni e alle conferenze scientifiche in sedia a rotelle; solo nel maggio 1820 presentò le sue dimissioni dalla presidenza della Royal Society, che però vennero rifiutate. Morì ancora lucido nel giugno dello stesso anno.
Circa 80 specie di piante portano il suo nome. È considerato l'introduttore in Occidente di piante come l'eucalipto, l'acacia, la mimosa e il genere di piante che prende il nome da lui, Banksia. A lui, inoltre, fu intitolata l'isola di Banks, situata nei Territori del Nord-Ovest, in Canada, e Banks Island, una delle Torres Strait Islands, in Australia.

## Opere
- Joseph Banks, Florilegium. Tesori botanici dal primo viaggio di Cook, traduzione di Brunella Martera, Contributi di Mel Gooding e David Mabberley. Postfazione di Joe Studhholme, Torino, Einaudi, 2017, ISBN 978-88-06-23564-2.